# Strange Days at Blake Holsey High
Strange Days at Blake Holsey High (O Colégio do Buraco Negro (português brasileiro) ou Os Mistérios de Blake Holsey (português europeu)), também conhecido como Black Hole High, é uma série de televisão de ficção científica canadense que foi ao ar pela primeira vez na América do Norte em outubro de 2002 na Discovery Kids. Tudo acontece na escola fictícia Blake Holsey, onde um Clube de Ciências de cinco estudantes e seu professor investigam fenômenos misteriosos, a maioria deles está centrada entorno de um buraco negro localizado no terreno da escola. Durando três temporadas, a série foi um sucesso, e foi vendida para várias redes pelo mundo.
Criado por Jim Rapsas, a série interliga elementos de mistério, drama, romance e comédia. O roteiro do show é estruturado em volta de vários princípios científicos; com conflitos emocionais e acadêmicos caminhando de mãos dadas com mistérios revelados de natureza estranha, a série contava com características deBuffy, a Caça-Vampiros e Star Trek: The Next Generation, assim como elementos de filmes como Donnie Darko. Foram produzidos quarenta e dois episódios, cada um com vinte e cinco minutos de duração.

## Premissa
O show gira em torno de um grupo de cinco amigos e seu professor favorito (que está junto no Clube de Ciências) que vive no Colégio Blake Holsey, uma "casa-escola" localizada no sul de Ontario. O Colégio Blake Holsey, porém, não é uma escola comum. Lá realmente tem coisas estranhas acontecendo, e o Clube de Ciências está tentando descobrir o que está acontecendo. O que tem um buraco-negro, uma esfera flutuante, e as Indústrias Pearadyne - um laboratório que foi destruído anos atrás perto da escola - a ver com o mistério? Ninguém sabe, mas eles vão descobrir.

## Elenco dos Personagens

### Principal
- Emma Taylor-Isherwood como Josie Trent. Josie é a principal protagonista do show, é sua voz é ouvida durante os créditos iniciais. Ela foi transferida para o Colégio Blake Holsey no começo da série e foi a primeira à descobrir o buraco negro. Ela é curiosa e cabeça-dura e é ela que mais quer saber o que está acontecendo.
- Shadia Simmons como Corrine Baxter. É a companheira de quarto e melhor amiga de Josie, Corrine é chamada "cérebro" (com um QI de 172) no Clube de Ciências. Ela é muito inteligente na escola, mas sempre tem dificuldade com problemas do dia-a-dia.
- Michael Seater como Lucas Randall. Lucas é um teorista da conspiração, convencido de que alienígenas existem. Ele sempre vem com teorias estranhas que sempre acabam salvando o dia. Parece ter um interesse (não correspondido) romântico em Josie.
- Noah Reid como Marshall Wheeler. Lucas e Marshall são melhores amigos e companheiros de quarto. Marshall é mais social e funloving que Lucas e ajuda a mantê-lo aqui na Terra por este caminho. Marshall atua em uma banda com outros alunos de Blake Holsey.
- Jeff Douglas como Professor Noel Zachary. Zachary, ou "Z", é o professor do Clube de Ciências. Como Josie, ele está muito curioso para saber o que está acontecendo no Colégio Blake Holsey. Ele estava apto para ir à escola para se tornar um professor graças à bolsa de estudos das Indústrias Pearadyne e é o único adulto que o Clube de Ciências confia inteiramente.
- Valerie Boyle como Diretora Amanda Durst. A desagradável Diretorta Durst é uma presença indiostinta sobre o Clube de Ciências e difere com o jeito calmo do Professor Zachary.
- Lawrence Bayne como Victor Pearson. Victor Pearson é um benfeitor da escola e um antagonista constante para as investigações do Clube de Ciências.
- Tony Munch como O Zelador. O Zelador é um personagem enigmático que parece compreender os mistérios no Colégio Blake Holsey, mas revela pouco.

### Outros Personagens
- Jenny Levine como Sarah Lynch Pearson. Mãe de Vaungh Person, que todos pensavam que está morta na explosão das industrias Pearadyne,mas retornou do futuro através do portal de Avenir na sala do professor Z nos episodios conclusões, onde era uma observadora, viajava no tempo para garantir o futuro ser salvo.
- Emma Taylor-Isherwood como Clone de Josie, ou, popularmente conhecido na internet, Josie2. É um clone criado acidentalmente pelo efeito de um chiclete mastigado por Josie com um pouco de energia do buraco negro. O clone possui inteligência humana com uma personalidade indefinível. Como Josie, ela gosta de manter as coisas bem esclarecidas. Ela conheceu o zelador, que a levou a um buraco-negro no porão que a leva ao futuro. Um ano depois, quando Josie utiliza mal seu relógio que para o tempo e rouba a esfera flutuante de Victor, o clone intervém e a recupera ao dono das indústrias Pearadyne. Ela sabe do passado e do futuro e, como o zelador, é responsável por cuidar para que este não se altere. O clone lembra Victor que ele é responsável pela esfera flutuante por um motivo. Ela volta quando Tyler Jessop passa pelo buraco negro e quando Vaughn descobriu sobre Sarah e Victor. O clone e o zelador podem existir fora do tempo, quando a realidade muda, eles possuem as memórias dos acontecidos; de qualquer jeito eles não poderão voltar pro futuro de onde eles vieram.
- Steve Jackson como Professor Middleton. Middleton era o professor de Ciências anterior ao Z, mas desapareceu dentro do Buraco Negro, que ficava em seu escritório, no primeiro episódio. Alguns dizem que ele e o zelador são a mesma pessoa.
- Christopher Tai como Tyler Jessop. Tyler é popular em Blake Holsey High. De qualquer modo, ele não sabe nada sobre ciência, mas usa sua influência social sobre os diretores para conseguir seu caminho.
- John Ralston como Avenir, é o pai de Josie Trent que só realmente se destaca nos episodios conclusões e é também o dono do colégio blake holsey e decide fecha-lo após a cerimonia de formatura.
- Lori Hallier como Kelly Trent. Kelly, a mãe de Josie Trent, que é ex esposa de Avenir.
- Talia Schlanger como Madison. Madison é uma garota popular que não gosta da Josie e se destaca socialmente e odeia quando não conseguiu ser a oradora dos formandos, nos episodios conclusões, pois a oradora é corrine baxter.
- Dru Viergever como Stew Kubiak. Stew é um atleta, não é o que podemos dizer de aluno exemplar e é valente com os alunos.
- Liam Titcomb como Will.
- Marc Devlin como Jarrod.
- Aaron Foole como Grant Wheeler. Irmão mais velho do Marshall e ex-vocalista da banda ìmã 360/magnet360 e o novo vocalista é seu irmão Marshall Wheeler.
- Rothaford Gray como Coach Kennedy.